# Amphoe de Samko
Samko (en tailandés: สามโก้) es un distrito (Amphoe) en la parte occidental de la provincia de Ang Thong, el centro de Tailandia.
El distrito fue separado del Amphoe de Wiset Chai Chan para convertirse en un distrito de menor importancia en 1962. Pasó a ser un amphoe completo en 1965. Distritos vecinos son (desde el norte hacia la derecha): Amphoe de Pho Thong Chai y Wiset Chan, de la provincia de Ang Thong y el Amphoe de Prachan Si de la provincia de Suphanburi.
El distrito está subdivido en 5 subdistritos (tambon). La capital Samko ocupa el tambon Samko, Ratsadon Phatthana y Mongkhon Tham Nimit.
| 1. | Samko               | สามโก้       |  |
| 2. | Ratsadon Phatthana  | ราษฎรพัฒนา   |  |
| 3. | Op Thom             | อบทม        |  |
| 4. | Pho Muang Phan      | โพธิ์ม่วงพันธ์   |  |
| 5. | Mongkhon Tham Nimit | มงคลธรรมนิมิต |  |